# Alena Kreuzmannová
Alena Kreuzmannová (15. října 1929 Praha – 12. dubna 1993 Praha) byla česká herečka, dcera herce Františka Kreuzmanna staršího , matka herce Františka Kreuzmanna mladšího a manželka herce Felixe le Breux.

## Biografie
Pocházela z hereckého prostředí. Její děd, otec, teta i manžel byli herci. Během studia herectví na pražské konzervatoři hostovala v Národním divadle. Po ukončení studií krátce hrála na několika oblastních a méně významných divadelních scénách. V roce 1954 ji Emil František Burian angažoval do svého experimentálního souboru D 34. Po předčasné smrti E. F. Buriana přešla do pražského Divadla ABC, kde již zakotvila natrvalo. Divadlo ABC se posléze stalo součástí Městských divadel pražských, kde setrvala v letech 1962–1990, tj. až do svého odchodu do penze.
V českém filmu a následně i v Československé televizi vytvořila přibližně 50 různých rolí a svůj hlas poměrně často propůjčovala i jiným herečkám, jejichž hlas nevyhovoval režisérským požadavkům. Jednalo se také o úspěšnou rozhlasovou a dabingovou herečku.

## Divadelní role, výběr
- 1961 Max Frisch: Horká půda, služebná Anna, Divadlo ABC, režie Eva Sadková j. h.